# Saint-Ouen-les-Vignes

Saint-Ouen-les-Vignes este o comună în departamentul Indre-et-Loire, Franța. În 1 ianuarie 2022 avea o populație de 975 de locuitori.